# Geometra latirigua
Geometra latirigua är en fjärilsart som beskrevs av Louis Beethoven Prout 1932. Geometra latirigua ingår i släktet Geometra och familjen mätare. Inga underarter finns listade i Catalogue of Life.